# イジー・パルマ
イジー・パルマ（Jiři Parma、1963年1月9日 - ）は1981年から1996年に活躍したチェコスロバキア及びチェコの元スキージャンプ選手。

## プロフィール
キャリア3度目のオリンピックとなった1992年アルベールビルオリンピックで団体戦の銅メダルを獲得した。
個人では1988年カルガリーオリンピック70m級と1992年アルベールビルオリンピックラージヒルの5位が最高である。
パルマのキャリアで最高の実績はノルディックスキー世界選手権で4大会にわたり合計4個のメダルを獲得したことである。
1987年、70m級個人で金メダルを獲得、1993年団体戦で銀メダル、1984年と1989年の団体戦で銅メダルをそれぞれ獲得した。
スキージャンプ・ワールドカップでは通算3勝（2位4回、3位10回）、総合では1987/88シーズンの4位が最高で、1983/84シーズンから5期連続10位以内に入っていた。
スキーフライング世界選手権では1983年ハラコフ（チェコスロバキア）と1988年オーベルストドルフ（西ドイツ）でともに6位となっている。